# Celso Matos Rolim
Celso Matos Rolim (Lavras da Mangabeira / CE, 1888 - Rio de Janeiro, 1940) foi um médico e político brasileiro. Era filho de Joaquim Gonçalves de Matos Rolim (Coronel Matos) e Maria Idalina de Albuquerque Cartaxo (Sinhazinha). Faleceu no Rio de Janeiro, em 1940, atropelado em frente ao Copacabana Palace, quando exercia o mandato de prefeito de Cajazeiras.

## Vida pessoal e profissão
Foi casado com Eunice de Medeiros Matos e teve dois filhos: Marinice e Celso Filho.
Formou-se em Medicina em 16 de março de 1927 pela Faculdade de Medicina do Rio de Janeiro (hoje Universidade Federal do Rio de Janeiro (UFRJ)) e logo depois iniciou suas atividades profissionais em Cajazeiras.
É um dos precursores da formação e construção do Hospital Regional de Cajazeiras e é autor de um trabalho biográfico sobre seu pai, o qual foi lido na abertura do centenário de nascimento do coronel Matos, festivamente comemorado em 1968.

## Política
Participou do Movimento que conduziu Getúlio Vargas ao poder em 1930 e integrou a Assembleia Constituinte entre 1935 e 1937.
Foi eleito Prefeito de Cajazeiras para o triênio 1937/1940, tendo falecido ainda durante seu mandato, em 1940.